# Cathédrale de Gualdo Tadino
La cathédrale de Gualdo Tadino est une église catholique romaine de Gualdo Tadino, en Italie. Il s'agit d'une cocathédrale du diocèse d'Assise-Nocera Umbra-Gualdo Tadino.